# Bulbostylis xerophila
Bulbostylis xerophila är en halvgräsart som beskrevs av Henri Chermezon. Bulbostylis xerophila ingår i släktet Bulbostylis och familjen halvgräs.
Artens utbredningsområde är Madagaskar. Inga underarter finns listade i Catalogue of Life.